# Copa d'Europa de futbol 1958-59
La Copa d'Europa de futbol 1958-59 fou la quarta edició de la competició, organitzada per la UEFA.
Hi van participar vint-i-vuit equips, representant vint-i-sis federacions futbolístiques. La federació espanyola estava representada per l'Atlètic de Madrid i el Reial Madrid CF i l'anglesa pel Manchester United FC i el Wolverhampton.
El Reial Madrid va guanyar el campionat per quarta vegada seguida, vencent a la final l'Stade de Reims francès al Neckarstadion de Stuttgart.
Es va viure en aquesta edició el primer partit d'equips d'una mateixa ciutat, Madrid, durant les semifinals de la competició, eliminatòria que es va solventar jugant un partit de desempat a La Romareda.

## Ronda preliminar
| Equip 1                | Global       | Equip 2              | Anada | Tornada |
| ---------------------- | ------------ | -------------------- | ----- | ------- |
| Juventus FC            | 3-8          | Wiener Sportclub     | 3-1   | 0-7     |
| Dinamo de Zagreb       | 3-4          | Dukla Praga          | 2-2   | 1-2     |
| Beşiktaş JK            | abandonament | Olympiakos FC        | -     | -       |
| Atlètic de Madrid      | 13-1         | Drumcondra           | 8-0   | 5-1     |
| KB                     | 5-5¹         | FC Schalke 04        | 3-0   | 2-5     |
| Polonia Bytom          | 0-6          | MTK Budapest         | 0-3   | 0-3     |
| Young Boys             | abandonament | Manchester United FC | -     | -       |
| Jeunesse Esch          | 2-23         | IFK Göteborg         | 1-2   | 1-0     |
| Wismut Karl Marx Stadt | 4-4²         | Petrolul Ploieşti    | 4-2   | 0-2     |
| DOS                    | 4-6          | Sporting             | 3-4   | 1-2     |
| Standard Liège         | 6-3          | Hearts               | 5-1   | 1-2     |
| Ards                   | 3-10         | Stade Reims          | 1-4   | 2-6     |

¹El Schalke 04 derrotà el KB 3–1 en el partit de desempat per accedir a la primera ronda.
²El Wismut Karl Marx Stadt derrotà el Petrolul Ploieşti 4–0 en el partit de desempat per accedir a la primera ronda.
3El Göteborg derrotà el Jeunesse Esch 5–1 en el partit de desempat per accedir a la primera ronda.

## Quadre
|  | Vuitens de final  | Vuitens de final  |                   |       | Quarts de final | Quarts de final |  |  | Semifinals | Semifinals |  |  | Final | Final |
|  |                   |                   |                   |       |                 |                 |  |  |            |            |  |  |       |       |
|  |                   |                   |                   |       |                 |                 |  |  |            |            |  |  |       |       |
|  |                   |                   |                   |       |                 |                 |  |  |            |            |  |  |       |       |
|  | Wiener SC         | 3                 |                   |       |                 |                 |  |  |            |            |  |  |       |       |
|  | Wiener SC         | 3                 |                   |       |                 |                 |  |  |            |            |  |  |       |       |
|  | Dukla Praha       | 2                 |                   |       |                 |                 |  |  |            |            |  |  |       |       |
|  | Dukla Praha       | 2                 | Wiener SC         | 1     |                 |                 |  |  |            |            |  |  |       |       |
|  |                   |                   | Wiener SC         | 1     |                 |                 |  |  |            |            |  |  |       |       |
|  |                   | Reial Madrid      | 7                 |       |                 |                 |  |  |            |            |  |  |       |       |
|  | Reial Madrid      | Reial Madrid      | 7                 | 3     |                 |                 |  |  |            |            |  |  |       |       |
|  | Reial Madrid      |                   |                   | 3     |                 |                 |  |  |            |            |  |  |       |       |
|  | Beşiktaş JK       | 1                 |                   |       |                 |                 |  |  |            |            |  |  |       |       |
|  | Beşiktaş JK       | 1                 | Reial Madrid      | 2 (2) |                 |                 |  |  |            |            |  |  |       |       |
|  |                   |                   | Reial Madrid      | 2 (2) |                 |                 |  |  |            |            |  |  |       |       |
|  |                   | Atlètic de Madrid | 2 (1)             |       |                 |                 |  |  |            |            |  |  |       |       |
|  | Atlètic de Madrid | Atlètic de Madrid | 2 (1)             | 2 (3) |                 |                 |  |  |            |            |  |  |       |       |
|  | Atlètic de Madrid |                   |                   | 2 (3) |                 |                 |  |  |            |            |  |  |       |       |
|  | CDNA Sofia        | 2 (1)             |                   |       |                 |                 |  |  |            |            |  |  |       |       |
|  | CDNA Sofia        | 2 (1)             | Atlètic de Madrid | 4     |                 |                 |  |  |            |            |  |  |       |       |
|  |                   |                   | Atlètic de Madrid | 4     |                 |                 |  |  |            |            |  |  |       |       |
|  |                   | FC Schalke 04     | 1                 |       |                 |                 |  |  |            |            |  |  |       |       |
|  | Wolverhampton     | FC Schalke 04     | 1                 | 3     |                 |                 |  |  |            |            |  |  |       |       |
|  | Wolverhampton     |                   |                   | 3     |                 |                 |  |  |            |            |  |  |       |       |
|  | FC Schalke 04     | 4                 |                   |       |                 |                 |  |  |            |            |  |  |       |       |
|  | FC Schalke 04     | 4                 | Reial Madrid      | 2     |                 |                 |  |  |            |            |  |  |       |       |
|  |                   |                   | Reial Madrid      | 2     |                 |                 |  |  |            |            |  |  |       |       |
|  |                   | Stade de Reims    | 0                 |       |                 |                 |  |  |            |            |  |  |       |       |
|  | BSC Young Boys    | Stade de Reims    | 0                 | 6     |                 |                 |  |  |            |            |  |  |       |       |
|  | BSC Young Boys    |                   |                   | 6     |                 |                 |  |  |            |            |  |  |       |       |
|  | MTK Budapest      | 2                 |                   |       |                 |                 |  |  |            |            |  |  |       |       |
|  | MTK Budapest      | 2                 | BSC Young Boys    | 2 (2) |                 |                 |  |  |            |            |  |  |       |       |
|  |                   |                   | BSC Young Boys    | 2 (2) |                 |                 |  |  |            |            |  |  |       |       |
|  |                   | Karl-Marx-Stadt   | 2 (1)             |       |                 |                 |  |  |            |            |  |  |       |       |
|  | IFK Göteborg      | Karl-Marx-Stadt   | 2 (1)             | 2     |                 |                 |  |  |            |            |  |  |       |       |
|  | IFK Göteborg      |                   |                   | 2     |                 |                 |  |  |            |            |  |  |       |       |
|  | Karl-Marx-Stadt   | 6                 |                   |       |                 |                 |  |  |            |            |  |  |       |       |
|  | Karl-Marx-Stadt   | 6                 | BSC Young Boys    | 1     |                 |                 |  |  |            |            |  |  |       |       |
|  |                   |                   | BSC Young Boys    | 1     |                 |                 |  |  |            |            |  |  |       |       |
|  |                   | Stade de Reims    | 3                 |       |                 |                 |  |  |            |            |  |  |       |       |
|  | Sporting Lisboa   | Stade de Reims    | 3                 | 2     |                 |                 |  |  |            |            |  |  |       |       |
|  | Sporting Lisboa   |                   |                   | 2     |                 |                 |  |  |            |            |  |  |       |       |
|  | Standard de Lieja | 6                 |                   |       |                 |                 |  |  |            |            |  |  |       |       |
|  | Standard de Lieja | 6                 | Standard de Lieja | 2     |                 |                 |  |  |            |            |  |  |       |       |
|  |                   |                   | Standard de Lieja | 2     |                 |                 |  |  |            |            |  |  |       |       |
|  |                   | Stade de Reims    | 3                 |       |                 |                 |  |  |            |            |  |  |       |       |
|  | Stade de Reims    | Stade de Reims    | 3                 | 7     |                 |                 |  |  |            |            |  |  |       |       |
|  | Stade de Reims    |                   |                   | 7     |                 |                 |  |  |            |            |  |  |       |       |
|  | HPS Helsinki      | 0                 |                   |       |                 |                 |  |  |            |            |  |  |       |       |
|  | HPS Helsinki      | 0                 |                   |       |                 |                 |  |  |            |            |  |  |       |       |

## Primera ronda
| Equip 1                    | Global | Equip 2                | Anada | Tornada |
| -------------------------- | ------ | ---------------------- | ----- | ------- |
| Wiener Sportclub           | 3-2    | Dukla Praga            | 3-1   | 0-1     |
| Reial Madrid               | 3-1    | Beşiktaş JK            | 2-0   | 1-1     |
| Atlètic de Madrid          | 2-2¹   | CDNA Sofia             | 2-1   | 0-1     |
| Wolverhampton Wanderers FC | 3-4    | FC Schalke 04          | 2-2   | 1-2     |
| MTK Budapest               | 2-6    | Young Boys             | 1-2   | 1-4     |
| IFK Göteborg               | 2-6    | Wismut Karl Marx Stadt | 2-2   | 0-4     |
| Sporting                   | 2-6    | Standard Liège         | 2-3   | 0-3     |
| Stade Reims                | 7-0    | HPS                    | 4-0   | 3-0     |

¹ L'Atlètic de Madrid derrotà el CSKA Sofia 3–1 en el partit de desempat per accedir a quarts de final.

## Quarts de final
| Equip 1           | Global | Equip 2                | Anada | Tornada |
| ----------------- | ------ | ---------------------- | ----- | ------- |
| Wiener Sportclub  | 1-7    | Reial Madrid           | 0-0   | 1-7     |
| Atlètic de Madrid | 4-1    | FC Schalke 04          | 3-0   | 1-1     |
| Young Boys        | 2-2¹   | Wismut Karl Marx Stadt | 2-2   | 0-0     |
| Standard Liège    | 2-3    | Stade Reims            | 2-0   | 0-3     |

¹El Young Boys derrotà el Wismut Karl Marx Stadt 2–1 en el partit de desempat per accedir a semifinals.

## Semifinals
| Equip 1      | Global | Equip 2           | Anada | Tornada |
| ------------ | ------ | ----------------- | ----- | ------- |
| Reial Madrid | 2-2¹   | Atlètic de Madrid | 2-1   | 0-1     |
| Young Boys   | 1-3    | Stade Reims       | 1-0   | 0-3     |

¹El Reial Madrid derrotà l'Atlètic de Madrid 2–1 en el partit de desempat per accedir a la final.

## Final
| Reial Madrid             | 2–0     | Reims |
| ------------------------ | ------- | ----- |
| Mateos 1' Di Stéfano 47' | Informe |       |

| Guanyador de la Copa d'Europa 1958-59 |
| ------------------------------------- |
| Reial Madrid CF Quart títol           |